# Coverage
Coverage —en español: Cobertura— es el cuarto álbum de estudio de la cantante estadounidense Mandy Moore. Su lanzamiento fue realizado por el sello Epic Records, durante el mes de octubre del año 2003. Al respecto, Coverage es considerado como el álbum de estudio que manifestó el fin de la transición de Mandy Moore de adolescente a mujer. La idea central del álbum era hacer un homenaje a covers de canciones de la década de los 1970 y 1980, adoptando su apariencia y estilo con el que se desenvolvían los artistas en esa época..
Luego de que Mandy Moore se alejara de la industria de la música durante un par de meses, tras el término de la promoción de su tercer álbum de estudio, ella comenzó a realizar las sesionces de grabación de Coverage a principios del año 2003. Al inicios de la preparación del disco hubo ciertos roces entre Moore y el sello discográfico, debido a diferencia creativas. El álbum compuesto por 12 temas, y sin ningún productor de alto renombre, solo con la participación de productor y compositor John Fields.
Sobre el lanzamiento, el álbum recibió críticas mixtas de los críticos de música. Algunos elogiaron Moore, mientras que otros por ser experimental, sintieron que estaba fuertemente influenciado por sus colaboradores que dieron lugar a la incoherencia y falta de concentración. 
El álbum debutó en la posición n.º 14 en la lista de Billboard 200 de Estados Unidos, convirtiéndose en el debutó más alto de Moore en esta lista, además de esto su cuarto álbum en posicionarse dentro de Top 40. El álbum ha vendido más de 300 mil copias en Estados Unidos y más de 900 mil copias a nivel mundial. 
La compañía discográfica de Moore planeó lanzar tres sencillos mundiales, «Have a Little Faith in Me» que alcanzó el puesto n.º 39 de la lista Billboard Pop Songs en los Estados Unidos, los otros sencillos fueron «Drop the Pilot», «Senses Working Overtime».

## Antecedentes
Tras el éxito moderado de su último álbum de Mandy Moore, que comenzó a grabar su cuarto álbum. De acuerdo a Mandy Moore, Coverage es un tributo a sus artistas favoritos, como John Hiatt, Elton John, Carly Simon entre otros. Al inicios de la preparación del disco hubo ciertos roces entre Moore y el sello discográfico, debido a diferencia creativas. En este álbum Moore deja atrás, el género teen pop que la dio a conocer, para ingresar a géneros más maduros, donde Moore podría mostrar su voz. 
Para marzo de 2003, Moore ingresa a los estudios de grabación, en Los Ángeles, California, de la mano de John Fields el cual sería el único productor y encargado del álbum. Según Fields, ellos dos lograron una mancuerna especial. Coverage se basó en sonido original de las versiones, como el jazz, el soul, el góspel, el pop, el folk rock y el blues. Los instrumentos musicales usados para las grabaciones del disco fueron similares a los que se usaban en la época, como el saxofón, la trompeta, el piano y la guitarra, mezclados con algunos modernos, como el teclado electrónico, el bajo y la batería.
En septiembre de ese mismo año se confirmó, la fecha de lanzamiento de álbum, la cual sería el martes 21 de octubre de 2003, por Epic Records.

## Composición
El tema de apertura, «Senses Working Overtime» es un cover de la banda Inglés XTC, lanzado en 1982. Escrito por Andy Partridge. «The Whole of the Moon» es un cover de la banda "The Waterboys", lanzado en 1985. El tema de las letras ha inspirado a la especulación, algunos de los cuales ha sido refutada por el escritor. «Can We Still Be Friends» es un cover del cantante Todd Rundgren. La letra describe una relación a la que Rundgren y la mujer con la que está cantando han dado un gran esfuerzo, pero simplemente no puede funcionar. Rundgren lo explica, pero quiere participar de manera amistosa, preguntando varias veces si él y su pareja puede "seguir siendo amigos". «I Feel the Earth Move» es una canción escrita y grabada por la cantante pop y compositora Carole King. 
«Mona Lisas and Mad Hatters» es una canción de 1972 de Elton John, perteneciente al álbum Honky Château. Fue escrita por Bernie Taupin y es su opinión sobre la ciudad de New York después de escuchar una pistola, cerca de la ventana en el hotel donde se hospedaba durante su primera visita a la ciudad. «Drop the Pilot» "es una canción escrita e interpretada originalmente por Joan Armatrading. Fue el primer sencillo que se publicará a partir de 1983 del álbum de Armatrading, The Key. «Moonshadow» es una canción del álbum Teaser and the Firecat, publicado por Cat Stevens en 1971. «One Way or Another» es una canción de la banda Blondie. Escrito por Debbie Harry y Harrison Nigel para el álbum de estudio de la banda, Parallel Lines (1978). «Breaking Us in Two» es un cover del cantante, Joe Jackson. «Anticipation» es una canción de Carly Simon. Fue la canción más famosa en 1971 de su álbum del mismo nombre. «Help Me» es una canción de amor escrita, producida e interpretada por Joni Mitchell, de su álbum de 1974 Court and Spark. «Have a Little Faith in Me» es una canción escrita e interpretada por John Hiatt que aparece en su álbum de Bring the Family.

## Recepción

### Crítica
En términos generales, Coverage contó con una buena recepción crítica. De manera particular, Stephen Thomas Erlewine, del portal web de música Allmusic, señaló que "Mandy Moore no capta los titulares de la misma manera que Britney Spears, Christina Aguilera, o Jessica Simpson. Pero si demostró que ella es una actriz genuino, creíble en A Walk to Remember y que si podía lidiar, con el éxito musical de Britney, ella nunca sucumbió a las travesuras de Christina, con Stripped, y muestra que ella tiene más inteligencia que Simpson. Cuando todas las divas antes mencionadas fueron más o menos rígido a la moda dance-pop, Moore decidió ampliar sus horizontes y posicionarse a sí misma por una carrera a largo plazo con su cuarto álbum, Coverage. Con este disco, deja a atrás de dance-pop y se dirige hacia el pop maduro, de una manera mucho más eficaz que Jessica Simpson con In This Skin. Posicionando a sí misma, con la ayuda del productor/ingeniero John Fields, con corvers de temas de Carole King, Joni Mitchell, Carly Simon, Cat Stevens, y Elton John, así como iconos de culto pop como XTC, Andy Partridge, Mike Scott de los Waterboys, Joe Jackson y Todd Rundgren. Aunque las selecciones Moore y Fields han hecho son predecibles - cada compositor está exhibido por una de sus canciones más conocidas, con la discutible excepción de la «Mona Lisas and Mad Hatters» de Elton - que tiene sentido, ya que tienen curiosidad: los oyentes quieren saber cómo es Mandy Moore canta «Can We Still Be Friends», «I Feel The Earth Move». La respuesta es: muy bien, en realidad. Moore todavía tiene el problema de ser un cantante más agradable que un cantante nocaut, pero lo compensa su falta de dinamismo gracias a su trabajo duro y buen gusto. Moore y campos todavía tienen las listas de éxitos en mente, pero estamos tratando de hacer algo de sustancia en la moderna-pop maduro, y mientras que las versiones no siempre tiene éxito, es siempre admirable y agradable, y sin duda pone Moore en el camino correcto para una carrera interesante y exitoso.

### Comercial
Coverage inicialmente fue lanzado en Estados Unidos, para octubre de 2003. El álbum alcanzó el puesto n.º 14 en Billboard 200, su posición más alto hasta la fecha, vendiendo 53.000 copias en su primera semana. Las ventas del álbum fueron decepcionantes en general, de acuerdo a Nielsen SoundScan el álbum había vendido 300.000 copias en los Estados Unidos. Para 2004 el álbum fue lanzado en Australia, sin embargo no logra alcanzar ningún éxito, debutó en la posición n.º 97 en las lista de álbumes australianos. 
El álbum fue lanzado por Sony Music Entertainment en 2006, en algunos países de Europa, Asia y América Latina. En Finlandia debutó en la posición n.º 68. En Turquía alcanzó la posición n.º 15, vendido alrededor de 100.000 copias, siendo certificado Oro por Turkish Phonographic Industries Society. En Filipinas fue certificado disco de platino, tras alcanzar ventas de 16.000 copias, debido a que el álbum se mantuvo durante 7 semanas en el Top 30.

## Promoción

### Sencillos

#### Have a Little Faith in Me
«Have a Little Faith in Me»,  fue el primer sencillo de Coverage. Su primer lanzamiento fue realizado en las radios de Estados Unidos, el 15 de julio de 2003. Con ello, «Have a Little Faith in Me» se convirtió en el séptimo sencillo de Moore en los Estados Unidos. «Have a Little Faith in Me» es un cover de John Hiatt. El video musical de «Have a Little Faith in Me» fue dirigido por Christopher Mills, con quien Moore trabaja por primera vez en carrera, la secuencia de vídeo es diferente a sus videos anteriores, se puede ver a Moore vistiendo de ropa muy elegante, y en otras escenas con una imagen muy común, también se puede observar que color de pelo toma un tono más oscuro que se anteriormente usaba. «Have a Little Faith in Me» no registró ningún éxito. La canción no tuvo un impacto mayor en Estados Unidos, alcanzando la posición n.º 39 del conteo radial Pop Songs y no consiguiendo ingresar a la lista Billboard Hot 100, la más importante del país.

#### Drop the Pilot
«Drop the Pilot» es una versión de la canción de Joan Armatrading. Sus lanzamientos fueron realizados durante el primer cuatrimestre del año 2004, solo en Brasil y Filipinas.
El video fue producido como un demo para Vision2 Kodak 500T movimiento película serie de foto. Está incluido en la demo de DVD para la línea de Vision2 de las poblaciones y se utiliza como un ejemplo de producto proyectado de una impresión en las proyecciones de productos Kodak.

#### Senses Working Overtime
"Senses Working Overtime" fue el segundo sencillo en los Estados Unidos. Fue lanzada solo la versión en vivo de la canción, grabada Sesiones @ AOL. El vídeo no fue utilizado para promocionar la canción. Sin embargo, el vídeo está disponible en DVD de Moore The Best of Mandy Moore.

## Lista de canciones
Todas las canciones fueron producidas por John Fields.

| N.º | Título                       | Escritor(es)                 | Duración |  |
| 1.  | «Senses Working Overtime»    | Andy Partridge               | 4:08     |  |
| 2.  | «The Whole of the Moon»      | Mike Scott                   | 5:01     |  |
| 3.  | «Can We Still Be Friends»    | Todd Rundgren                | 3:38     |  |
| 4.  | «I Feel the Earth Move»      | Carole King                  | 3:08     |  |
| 5.  | «Mona Lisas and Mad Hatters» | Bernie Taupin; Elton John    | 4:49     |  |
| 6.  | «Drop the Pilot»             | Joan Armatrading             | 3:43     |  |
| 7.  | «Moonshadow»                 | Cat Stevens                  | 2:59     |  |
| 8.  | «One Way or Another»         | Debbie Harry; Nigel Harrison | 3:31     |  |
| 9.  | «Breaking Us in Two»         | Joe Jackson                  | 4:26     |  |
| 10. | «Anticipation»               | Carly Simon                  | 3:21     |  |
| 11. | «Help Me»                    | Joni Mitchell                | 3:29     |  |
| 12. | «Have a Little Faith in Me»  | John Hiatt                   | 4:02     |  |

## Versiones
| Canción                      | Artista original | Ano  |
| ---------------------------- | ---------------- | ---- |
| "Senses Working Overtime"    | XTC              | 1982 |
| "The Whole of the Moon"      | The Waterboys    | 1985 |
| "Can We Still Be Friends"    | Todd Rundgren    | 1978 |
| "I Feel The Earth Move"      | Carole King      | 1971 |
| "Mona Lisas and Mad Hatters" | Elton John       | 1972 |
| "Drop the Pilot"             | Joan Armatrading | 1983 |
| "Moonshadow"                 | Cat Stevens      | 1970 |
| "One Way or Another"         | Blondie          | 1978 |
| "Breaking Us in Two"         | Joe Jackson      | 1982 |
| "Anticipation"               | Carly Simon      | 1971 |
| "Help Me"                    | Joni Mitchell    | 1974 |
| "Have a Little Faith in Me"  | John Hiatt       | 1987 |

## Charts
| Chart (2003-2004)            | Mejor posición |
| ---------------------------- | -------------- |
| Australian Albums Chart ARIA | 97             |
| Brasil Albums Chart 50       | 32             |
| Finlandia Albums Chart       | 68             |
| Hungría Albums (MAHASZ)      | 41             |
| U.S Billboard 200            | 14             |